# كلية الطب (جامعة النهرين)
كلية الطب هي إحدى كليات جامعة النهرين في العراق.

## تاسيس الكلية ومراحل تطورها
تاسست الكلية بموجب القانون رقم (78) لسنة 1987، لقد بدات الكلية ببناء قاعدة رصينة بتعزيز الكادر وتطوير المكتبة وتدريس الطالب بالمواد العلمية وفق المنهج العلمي الذي يعتمد على التحليل والاستنباط والحفظ، ثم ارتبطت الكلية بجامعة النهرين بعد صدور قانون الجامعة برقم (17) لسنة 1993.
وبذلك دخلت الكلية في مرحلة جديدة وقد بلغت ذروة نشاطها بافتتاح الدراسات العليا (الماجستير والدكتوراه). 
كما تقدم الكلية العون بشكل الاشراف المشترك والتدريس لطلبة الماجستير والدكتوراه ودراسة ما بعد الدكتوراه لغيرها من الكليات والجامعات المناظرة أو ذات العلاقة.
وبالرغم من الظروف غير المؤاتية والصعوبات إلا أن الكلية نجحت خلال العقد الماضي في إنشاء مختبرات بحثية بمواصفات قياسية ممتازة في كافة الاقسام تجري فيها حالياث بحوث يخطط لها مسبقا وفق خطة بحثية هادفة. وقد تم اعتماد الكلية كمركز تدريبي للعديد من فروع الدراسات العليا كتلك المتعلقة بالهيئة العراقية للاختصاصات الطبية.
تعتبر مستشفى الكاظمية التعليمي حجر الزاوية في الدراسات السريرية وتحوي ما مجموعه (630) سريرياً لتقديم الخدمات الطبية والعلاجية والتمريضية لعدد كبير من المراجعين يتراوح بين 4-5 آلاف مراجع يومياً.
اتخذت الكلية اسمها الحالي كلية الطب – جامعة النهرين في نيسان 2003 بعد أن كانت تعرف بــ«كلية صدام الطبية» التابعة إلى جامعة صدام التي أصبحت تعرف الآن بــ «جامعة النهرين» حيث التحقت بوزارة التعليم العالي والبحث العلمي مع الاحتفاظ بنظامها التعليمي وخصائصها المتميزة.
اهداف الكلية:-
الهدف الأساسي لهذه الكلية ان تكون كلية نموذجية بمستوى عال من حيث المناهج والنظام الدراسي لتخريج اطباء بدرجة عالية من الكفاءة. وتهتم بتحقيق مستوى علمي رفيع في الدراسات الأولية والعليا ولتساهم بجدية في البحث العلمي في الحقل الطبي ولتكون مواكبة للتطورات الحديثة في كافة المجالات. لذا تحرص الكلية على توفير الفرص الكافية لكي يتمكن الطالب من المتابعة العلمية والاطلاع على المصادر العلمية، فقد عملت الكلية على تهيئة مستلزمات مكتبة حديثة ومتميزة في إمكانياتها ووسائلها ومنها توفير الاتصال بشبكة المعلومات الحديثة. والكلية وهي تنحو إلى متابعة العلوم الحديثة والتطور في مجال الاختصاصات الطبية المختلفة تسعى إلى تحقيق وادامة الصلة مع الرواد من اساتذة الطب. وتقيم علاقات تعاون طبي علمي مع الكليات الطبية المناظرة والمعاهد العلمية العربية ووالعالمية.
طبيعة النظام الدراسي في الكلية
يوفر نظام التعليم الطبي المعمول به في الكلية العناصر الأساسية للمنهاج الطبي الحديث. فهو يتميز بتعددية المواد الطبية التي يجري تدريسها بما يتيح الإيفاء بمتطلبات خريج القرن الحادي والعشرين. حيث ان المقررات الاختيارية تساعد في توسع الافاق العلمية للطالب وتعرفه بعلوم ومعارف خارج نطاق المنهاج والتدريب الطبي الأساسي. كما يتم الاهتمام بالمهارات السريرية عن طريق التركيز على مقررات معدة مسبقاً تعتمد الحالات والخبرات السريرية الحية. كما يتم الاهتمام بالقدرات البحثية الكامنة للطالب منذ اعوام الدراسة الأولى عن طريق المشاركة بتقديم الحلقات الدراسية والمناقشات لمواضيع معاصرة. كما يلزم كل خريج باعداد مشروع تخرج في أحد الفروع السريرية الرئيسية. ويعتبر التعليم الذاتي مسالة أساسية يجري التركيز عليها في العملية التعليمية إذ انها صمام الامان لتعليم طبي مستمر في عالم متغير. كما يجري تقييم الطلبة من خلال امتحانات موضوعية باسئلتها وتقيماتها بضمنها طريقة امتحان (اوسكي) المعروفة للاختبارات السريرية.
الاتجاهات البحثية والعلمية في الكلية
يقوم الكادر التدريسي في العلوم الأساسية والعلوم السريرية بانجاز بحوث تطبيقية في مجال الاختصاص، وإعطاء طلبة الدراسات العليا في هذه الكلية مشاريع بحوث تجري في المستشفى التعليمي ويتم الاستفادة من المختبرات العلمية الموجودة في اقسام العلوم الأساسية في الكلية كذلك، وأغلب هذه البحوث والمشاريع العلمية ذات فائدة كبيرة من الناحية التطبيقية في مجالات الطب المختلفة (التشخيصية والعلاجية) علاوة على ذلك فقد استحدث مركز البحوث الطبية في الكلية منذ عام 1989 في مقوع مخصص له بالتصميم الأساسي لبناية الكلية لكي يكون مختبرا متعدد الأغراض يهدف إلى اتاحة الفرصة لانجاز البحوث المهمة الموجهة والتي تخدم خطة معينة ذات أغراض علمية وتطبيقية وكذلك لتسهيل توفير المستلزمات للبحث الأساسية المتعلقة بالتطبيق السريري. يضم هذا المركز وحدات متكونة من مختبرات صغيرة تتعاون فيما بينها وهي وحدة الليشمانيا، وحدة الجراحة التجريبية، وحدة المناعة، وحدة الدراسات الكيميائية والهرمونات، وحدة الوراثة، وحدة الدراسات المجهرية.

## اقسام وفروع الكلية
1-	فرع الكيمياء الفزيولوجية
افتتح الفرع في عام 1987 مع تاسيس الكلية ويقوم بتدريس مقررات الكيمياء الطبية والكيمياء الحياتية والكيمياء السريرية لطلبة الدراسات الأولية (المرحلة الأولى والثانية والخامسة) بالإضافة لطلبة الدراسات العليا (الماجستير والدكتوراه).
2-فرع التشريح البشري
تاسس في عام 1988 ويضم فروع التشريح، الانسجة والاجنة، البايولوجي الطبي، وحدة المجهر الإلكتروني. يقوم الفرع بتدريس الطلبة مواضيع التشريح والانسجة والاجنة والتشريح العصبي وعلم الخلية والتشريح المقارن لطلبة الدراسات الأولية وطلبة الدراسات العليا (الماجستير والدكتوراه) بالإضافة إلى طلبة الهيئة العراقية للاختصاصات الطبية في فرع التشريح السريري التطبيقي. يعتمد الفرع تقنيات تدريسية متقدمة تشمل برامجيات الحاسوب والمنظومات السمعية والبصرية.

3-فرع الفسلجة
تاسس عام 1988 ويضم فرع الفزيولوجي، الفيزياء، وحدة الحاسبات ويقوم بتدريس هذه المواد لطلبة الدراسات الأولية والعليا (ماجستير ودكتوراه) ويعتمد الفرع على تقنيات تدريسية متطورة في مختلف فروعه تقدم للطلبة الدرسين ما هو حديث في مجال الفسلجة الطبية والفيزياء والحاسبات.

4-فرع الأحياء المجهرية
تاسس عام 1989 ويقوم بتدريس مادة الأحياء المجهرية وهي من العلوم الأساسية لكليات الطب لكل من طلبة الدراسات الأولية والعليا (ماجستير ودكتوراه). يشمل الفرع الاختصاصات التالية:- الأحياء المجهرية الطبية، الفيروسات، علم المناعة، الطفيليات، الفطريات الطبية.
5- فرع الفارماكولوجي والتداوي
تاسس الفرع في عام 1988 وهو من الفروع الأساسية. يقوم الفرع 
بتدريس مادتي الفارماكولوجي والتداوي والسموم لطلبة الدراسات الأولية 
وطلبة الدراسات العليا (الماجستير والدكتوراه).
6-	فرع علم الأمراض والطب العدلي
تاسس فرع علم الأمراض في عام 1989، وفرع الطب العدلي عام 
1990، يقوم الفرع بتدريس مادة علم الأمراض ومادة الطب العدلي
لطلبة الدراسات الأولية والعليا (ماجستير، دكتوراه، والبورد العراقي) 
ويقوم أعضاء الهيئة التدريسية بالإشراف على مختبرات علم الأمراض (الباثولوجي النسيجي، شعبة الفحص الخلوي، وشعبة امراض الدم) في 
المستشفى التعليمي كذلك يحتوي الفرع على متحف نموذجي للطب العدلي.
7-	فرع طب المجتمع
تاسس الفرع عام 1989 ويقوم بتدريس مواد طب المجتمع (الإحصاء الصحي والحياتي، التغذية، صحة البيئة، علم الوبائيات، الطب
المهني، وصحة كبار السن) لطلبة الدراسات الأولية وطلبة الدراسات
العليا (الماجستير، الدكتوراه والبورد العراقي).
6-	فرع علم الأمراض والطب العدلي
تاسس فرع علم الأمراض في عام 1989، وفرع الطب العدلي عام 
1990، يقوم الفرع بتدريس مادة علم الأمراض ومادة الطب العدلي
لطلبة الدراسات الأولية والعليا (ماجستير، دكتوراه، والبورد العراقي) 
ويقوم أعضاء الهيئة التدريسية بالإشراف على مختبرات علم الأمراض (الباثولوجي النسيجي، شعبة الفحص الخلوي، وشعبة امراض الدم) في 
المستشفى التعليمي كذلك يحتوي الفرع على متحف نموذجي للطب العدلي.
7-	فرع طب المجتمع
تاسس الفرع عام 1989 ويقوم بتدريس مواد طب المجتمع (الإحصاء الصحي والحياتي، التغذية، صحة البيئة، علم الوبائيات، الطب
المهني، وصحة كبار السن) لطلبة الدراسات الأولية وطلبة الدراسات
العليا (الماجستير، الدكتوراه والبورد العراقي).
8- فرع الطب الباطني
تاسس فرع الطب الباطني وهو أحد الفروع السريرية عام 1989
ويقوم بتدريس مختلف الاختصاصات التابعة للطب الباطني لطلبة
الدراسات الأولية، كما يقوم بتدريب وامتحان طلبة الهيئة العراقية
والمجلس العربي للاختصاصات الطبية في اختصاص الطب الباطني
ويشرف الفرع كذلك على العيادات الاستشارية والردهات والشعب
المختلفة التابعة للامراض الباطنية في المستشفى التعليمي.
9-	فرع الجراحة
تاسس فرع الجراحة وهو أحد الفروع السريرية عام 1989 ويقوم
بتدريس مختلف الاختصاصات التابعة للجراحة لطلبة الدراسات الأولية،
كما يقوم بتدريب وامتحان طلبة الهيئة العراقية للاختصاصات الطبية في
مختلف اختصاصات الجراحة ويشرف الفرع كذلك على العيادات
الاستشارية والردهات والشعب المختلفة التابعة لفرع الجراحة في
المستشفى التعليمي.
10- فرع طب الأطفال
تاسس فرع طب الأطفال وهو أحد الفروع السريرية في عام 1990
ويقوم الفرع بتدريس مادة طب الأطفال للدراسات الأولية والعليا وقد تم
الاعتراف بفرع طب الأطفال كمركز تدريبي لاختصاص طب الأطفال
من قبل الهيئة العراقية للاختصاصات الطبية ومن قبل المجلس العربي
لاختصاص طب الأطفال ويشرف الفرع كذلك على العيادات الاستشارية
والردهات التابعة لطب الأطفال في المستشفى التعليمي.
11- فرع النسائية والتوليد
تاسس فرع النسائيات والتوليد وهو أحد الفروع الرئيسية في عام
1990، ويقوم بتدريس مادة النسائيات والتوليد لطلبة الدراسات الأولية،
كما يقوم بتدريب وامتحان طلبة الهيئة العراقية والمجلس العربي
للاختصاصات الطبية في اختصاص النسائيات والتوليد، ويشرف الفرع
كذلك على العيادات الاستشارية والردهات والشعب المختلفة التابعة
لامراض النسائيات والتوليد في المستشفى التعليمي.
12- وحدة اللغة الإنكليزية
افتتحت وحدة اللغة الإنكليزية في عام 1987، وهي مزودة باحدث
الوسائل الصوتية والبصرية لتحقيق الهدف من إنشاء هذه الوحدة
والمتمثل في تطوير المهارات اللغوية التي يحتاجها الطلبة لتحقيق
الاتصال الناجح من خلال الاستعمال الأمثل للاشكاليات اللغوية ف ميدان
الاختصاص الطبي.
13 - وحدة قاعدة البيانات
باشرت الوحدة اعمالها في عام 2001. تهدف الوحدة إلى إنتاج
برامجيات تعليمية في المجالات الطبية تصلح ان تكون بشكل
محاضرات أو لأغراض التعلم والتقييم الذاتي ومتابعة المستجدات في
حقل التعليم الطبي بواسطة الحاسوب. كذلك تشجيع أعضاء الهيئة
التدريسية على استخدام تقنيات الوسائط المتعددة في التعليم وذلك عن 
طريق تقديم المشورة والدعم.
14- وحدة الانترنيت
افتتحت الوحدة عام 2002 وتضم ست حاسبات تقدم خدماتها 
بسعر مدعم لجميع تدريسي واساتذة وطلبة الدراسات العليا والأولية.
15-	المكتبة
تشكل المكتبة أساس العمل الأكاديمي في الكلية ويضم قسم الكتب حوالي 35000 (خمسة وثلاثون الف عنوان) وتقدم من خلال كتب التعليم المجاني الكتب المنهجية لطلبة الكلية في مراحلها كافة، حيث تبلغ نسبة ما توزعه 90% من متطلبات الدراسة. وتشمل الدوريات العلمية في جميع مجالات العلوم الطبية 1442 عنوان، كما تقدم خدمة البحث الالي قاعدة المعلومات Medline لأغراض البحث العلمي المتقدم. تخدم الكلية أعضاء الهيئة التدريسية والطلبة في الدراسيات الأولية والعليا إضافة إلى مراجيعها الخارجيين.
16-	المجلة العراقية للعلوم الطبية
المجلة العراقية للعلوم الطبية هي المجلة العلمية الرسمية لكلية الطب – جامعة النهرين. وقد اخذت وضعها الحالي في عام 2000 حيث كانت تصدر سابقا ضمن منشورات مجلة الجامعة. والمجلة مجلة علمية محكمة تدريرها هيئة تحرير أكاديمية تضم رؤساء الفروع العلمية في الكلية وتخضع المقالات فيها للتقويم العلمي المعتمد، وهي مجلة فصلية ويطبع من كل عدد من اعدادها 100 نسخة وتوزع على المراكز الأكاديمية والعلمية داخل وخارج القطر.

## نبذة تاريخية عن الكلية
تاسست الكلية بموجب القانون رقم (78) لسنة 1987 وارتبطت بجامعة النهرين بعد صدور قانون الجامعة برقم (17) لسنة 1993. اتخذت الكلية اسمها الحالي – كلية الطب – جامعة النهرين في نيسان 2003.
اعتمدت الكلية قاعدة رصينة بتعزيز الكادر وتطوير المكتبة إلى جانب فتح الدراسات العليا (الدبلوم العالي ن الماجستير، والدكتوراه) في عام 1991. كذلك تم اعتماد الكلية كمركز تدريبي للعديد من فروع الدراسات المتعلقة بالهيئة العراقية للاختصاصات الطبية وتقديم العون والإشراف المشترك وفتح بابها لتدريب طلبة الدراسات العليا في الكليات والجامعات المناظرة أو ذات العلاقة. تعتبر مستشفى الكاظمية التعليمي حجر الزاوية في الدراسات السريرية وتوي ما مجموعه (630) سرير لتقديم الخدمات الطبية لعدد كبير من المراجعين يتراوح بين (4- 5) آلاف مراجع.
تاسست كلية الطب سنة 1987-1988
أول دورة تخرجت منها في تموز 1994-1995 (الدورة الأولى)
آخر دورة تخرجت منها ايلول 2012 -2013 (الدورة الحادية والعشرون)

## فروع الكلية وتاريخ تاسيسها:-
1-	فرع الكيمياء الفزيولوجية.	 1987
2-	 فرع التشريح البشري.	1988
3-	فرع الفسلجة.	1988	
4-	فرع الأحياء المجهرية.	1989
5-	فرع الفارماكولوجي.	1988
6-	فرع علم الأمراض والطب العدلي.	1989
7-	فرع طب المجتمع.	1989
8-	فرع الطب الباطني.	1989
9-	فرع الجراحة.	1989
10-	فرع طب الأطفال.		 1990
11-	فرع النسائيات والتوليد.	 1990
12-	وحدة اللغة الإنكليزية.	 1987
13-	وحدة البحوث الطبية.	 1987
14-	المكتبة.		 	 1987
15-	وحدة التعليم المستمر.	 1994
16-	وحدة قاعدة البيانات. 2001
17-	وحدة الانترنيت. 2002
18-	المجلة العراقية للعلوم الطبية. 2000
19-	وحدة التصوير الطبي. 1987
| سنوات الخدمة      | أسماء عمداء الكلية                    | اللقب العلمي | الاختصاص              |
| ----------------- | ------------------------------------- | ------------ | --------------------- |
| 1987-1997         | أ.د محمود حياوي حماش                  | استاذ        | عام الاجنة            |
| 1997-2002         | ألاستاذ الدكتور رافع محمد خليل الراوي | استاذ        | الطب الباطني          |
| 2002-2003         | الدكتور رياض عبد الستار فاضل          | استاذ        | جراحة المسالك البولية |
| 2003-2005         | الدكتور طارق إبراهيم الجبوري          | استاذ        | علم الاحياء المجهرية  |
| 2005-2009         | الدكتور حكمت عبد الرسول حاتم          | استاذ        | الجراحة العامة        |
| 2009- 2013        | الدكتور عدنان عنوز                    | استاذ        | الطب الباطني          |
| 2013-الوقت الحاضر | الأستاذ الدكتور علاء غني حسين         | استاذ        | علم الأمراض           |

## االجوائز الحاصلة عليها الكلية داخلياً وخارجياً
اولا
حصول خريجي الكلية على جائزة المتفوقين الأوائل من الجامعات العراقية للعام الدراسي 1994-1995 (1)	الجائزة التشجيعية للطلبة المتخرجين. (2)	الجائزة الثانية للطلبة المتخرجين (3)	الجائزة الثالثة للطلبة المتخرجين (4)	الجائزة الأولى للمرحلة الخامسة. (5)	الجائزة الثانية للمرحلة الخامسة. (6)	الجائزة الثالثة للمرحلة الخامسة. (7)	الجائزة الثانية للمرحلة الرابعة. (8)	الجائزة الأولى للمرحلة الثالثة. (9)	الجائزة الثانية للمرحلة الثالثة. (10)	الجائزة الثالثة للمرحلة الثالثة. (11)	الجائزة الأولى للمرحلة الثانية. (12)	الجائزة الثانية للمرحلة الثانية. (13)	الجائزة الأولى للمرحلة الأولى. (14)	الجائزة الثانية للمرحلة الأولى. (15)	الجائزة الثالثة للمرحلة الأولى.
ثانياً:-	 حصول خريجي الكلية على جائزة المتفوقين الأوائل من خريجي الجامعات العراقية للعام الدراسي 1995-1996.
ثالثاً:-	 حصول خريجي الكلية على جائزة المتفوقين الأوائل من 
خريجي الجامعات العراقية للعام الدراسي 1996-1997.
رابعا:-	 حصول خريجي الكلية على جائزة المتفوقين الأوائل من 
خريجي الجامعات العراقية للعام الدراسي 1997-1998.
خامساً:- حصول خريجي الكلية على جائزة المتفوقين الأوائل من 
خريجي الجامعات العراقية للعام الدراسي 1999-2000.
سادساً:- حصول خريجي الكلية على جائزة المتفوقين الأوائل من 
خريجي الجامعات العراقية للعام الدراسي 2000-2001
سابعاً	 عام 1988 حازت الكلية على المركز الأول متفوقة على 
كليات الطب العراقية الأخرى بفارق كبير في الامتحان 
التقويمي الذي قامت به لجنة من الخبراء المتخصصين من 
خارج القطر وباشراف وزارة التعليم العالي والبحث العلمي.
ثامناً:- حازت كلية الطب على المركز الأول متفوقة على كليات 
الطب العراقية الأخرى في الامتحان التقويمي الذي قام به 
فريق من كلية الطب في دبلن.

## أسماء عمداء الكلية
توالى على عمادة الكلية منذ تأسيسها عام 1987 إلى الآن ثمانية عمداء، يبين الجدول التالي اسمائهم وعدد سنوات الخدمة واختصاصاتهم.